# Hibbertia scabra
Hibbertia scabra är en tvåhjärtbladig växtart som beskrevs av Robert Brown och George Bentham. Hibbertia scabra ingår i släktet Hibbertia och familjen Dilleniaceae. Inga underarter finns listade i Catalogue of Life.